# 楊双子

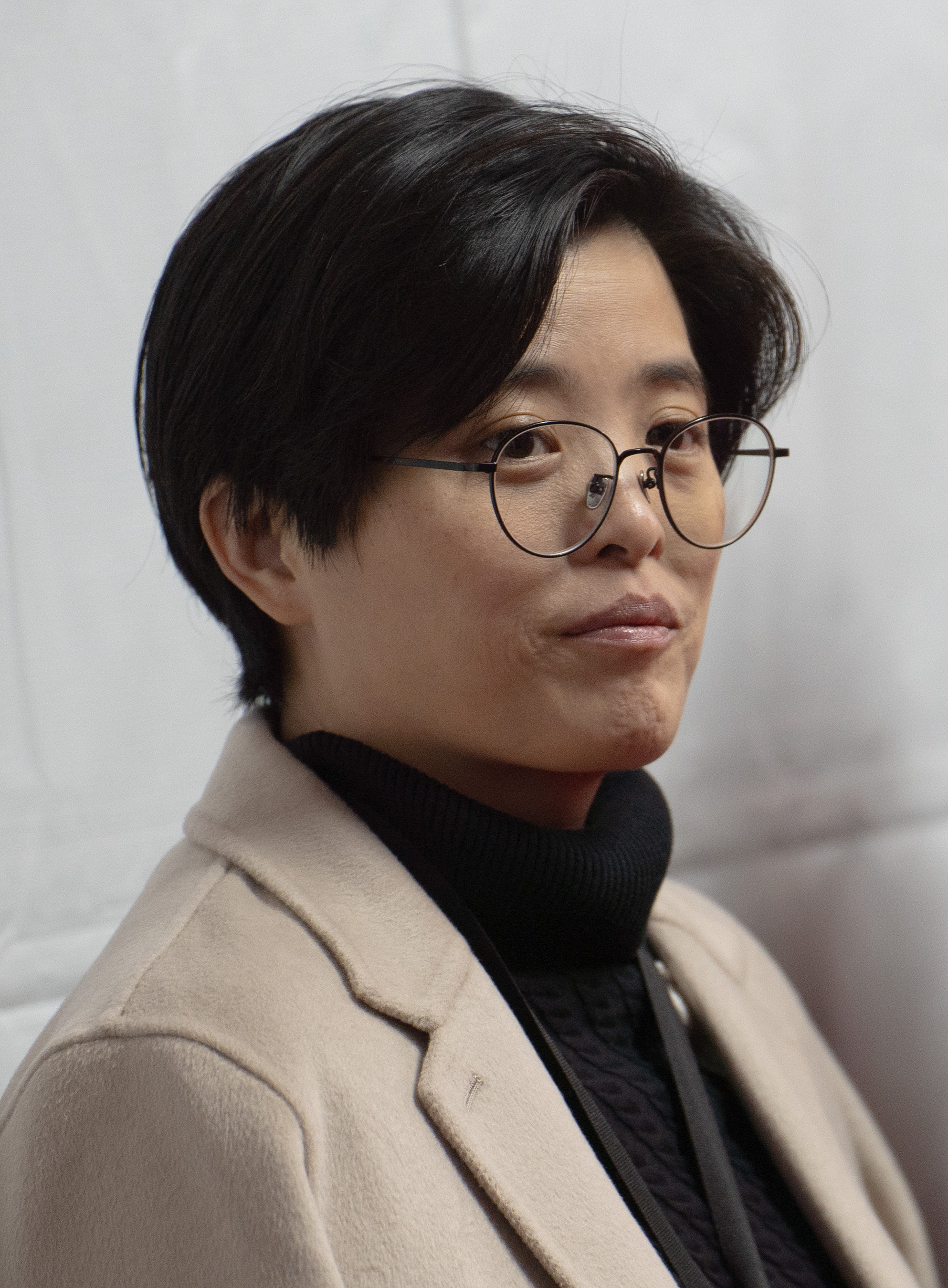
楊双子

楊双子（1984年7月10日—），本名楊若慈，台中市烏日區人，國立中興大學台灣文學與跨國文化研究所碩士。她是一名台灣小說家、大眾文學與次文化研究者。「楊双子」為她與雙胞胎妹妹楊若暉（1984年7月11日—2015年6月19日）的共用筆名，「双子」為日文漢字的雙胞胎，因妹妹考據日本時代的歷史，因此特意選用日文漢字再冠上兩人的姓氏。

## 生平

### 簡介
大約5歲時，楊双子的父母離異，父親離家出走、母親再婚，雙胞胎唯一的依靠剩下阿嬤。在阿嬤過世後，除了接受學校老師及教官的各種善意幫助外，姊妹倆也開始出外打工賺錢，姊姊在雞排店、麵包店當學徒，妹妹在教具公司當工讀生。兩人自立自強，白天工作，晚上讀夜校。
2008年左右，楊若慈與楊若暉開始著迷於百合文化，妹妹做百合文化的研究、姊姊做百合的創作，因為動畫《魔法少女奈葉》，楊若慈寫出第一篇同人小說。2014年，新台灣和平基金會宣布舉辦歷史小說獎。因為希望透過獎金緩解醫療費以及經濟壓力，姊妹倆決定聯手書寫台灣歷史百合小說，由楊若暉負責搜尋查找歷史文獻，並建立資料庫，楊若慈負責發想構思故事情節。身為小說創作者的同時，楊若慈也具有學者的身分，其研究領域為大眾文學、ACG次文化，有單篇論文散見於期刊、專書，碩士論文獲中華民國教育部「102年度教育部獎助性別平等教育碩博士論文及期刊論文」獎助。
2016年楊若暉離世一年後，楊若慈以楊双子為筆名，出版了第一本百合小說《撈月之人》。之後陸續於2017年、2018年分別出版了長篇小說《花開時節》以及短篇小說集《花開少女華麗島》，兩本皆為以台灣日治時期為背景的百合小說。其中《花開少女華麗島》收錄了《花開時節》眾多角色番外篇與小說創作。

## 作品

#### 著作列表
| 書名                                         | 出版社     | 出版日期      | ISBN                   | 備註                             |
| -------------------------------------------- | ---------- | ------------- | ---------------------- | -------------------------------- |
| 《撈月之人》                                 | 奇異果文創 | 2016年5月6日  | ISBN 978-986-927-203-2 | 繪者：金芸萱                     |
| 《華麗島軼聞：鍵》                           | 九歌出版社 | 2017年10月1日 | ISBN 978-986-450-147-2 | 多人合著                         |
| 《花開時節》                                 | 奇異果文創 | 2017年10月4日 | ISBN 978-986-953-871-8 | 致敬楊千鶴的短篇小說《花開時節》 |
| 《花開少女華麗島》                           | 九歌出版社 | 2018年5月30日 | ISBN 978-986-450-189-2 | 長篇小說《花開時節》的番外篇合集 |
| 《臺灣漫遊錄》                               | 春山出版   | 2020年3月21日 | ISBN 978-986-986-626-2 | 共同著者青山千鶴子為虛構人物     |
| 《我家住在張日興隔壁》                       | 寶瓶文化   | 2020年12月    | ISBN 978-986-406-209-6 | 首部散文創作                     |
| 《開動了！老台中：歷史小說家的街頭飲食踏查》 | 玉山社     | 2021年12月    | ISBN 978-986-294-290-1 |                                  |
| 《四維街一號》                               | 春山出版   | 2023年8月15日 | ISBN 978-626-723-648-2 |                                  |

### 《花開時節》
《花開時節》是楊双子的代表作，與日治時期台灣第一位女記者楊千鶴的代表作〈花開時節〉（1942）同名。作者表示取同名為向楊千鶴致敬之意。
《花開時節》的主角為二十二歲的現代大學畢業生，在一次意外落水後，穿越到台灣日本時代，成為台中楊姓家族中備受寵愛的六歲屘千金楊雪泥（雪子），歷經大正、昭和時期來到二戰初始，長成十七、八歲的少女。從小和雪子一起長大的灣生早季子，則是雪子唯一的寄託。但兩人的台日身分背景，及雪子背負的家族命運，卻讓她們的情誼起了未知的波折變化。由於雪子是穿越歷史而來，因此能夠「預測」台灣可能的變化，即便如此，卻發現隻身一人──尤其是女人──在時代中的無以為濟。
1930年代左右的台灣，正經歷著劇烈的時代變動，一群女人也正經歷她們生命中的花開時節。書中以女性的觀點記述日治時期，讓讀者看見日治時期的另一個面貌。這些女性在意的，不見得是民族精神或國家認同。楊双子在自己的文章之中，曾經提到：「這種細瑣的、微不足道的小事，著眼政治、國族、男性的大歷史並不會記載下來。即使如此也沒有關係，那些歷史不記載的，就讓文學代勞吧！」

### 《花開少女華麗島》
本作為《花開時節》的番外篇合集，定位為台灣歷史百合小說，並對日本時代台灣文學致敬。在短篇小說集裡，以百合為主題創作，描繪異性戀女性之間的同性情誼及慾望流動。故事背景設於1910年代中期至1940中期，描繪曾經的日本帝國於台灣的流金樣貌。
楊双子於代序裡提及，台灣文學系譜在日本時期曾存在少女小說文類，但戰後被截斷血脈，直到近十幾年百合文化興起，復又嫁接日本少女小說傳統。楊双子企圖延續此一傳統，召喚出過去在台灣文學史邊緣徘徊的日治時代少女幽靈。

### 漫畫原作列表
| 連載雜誌  | 期刊                                      | 篇名                    | 作畫         |
| --------- | ----------------------------------------- | ----------------------- | ------------ |
| CCC創作集 | 《前進泰國漫畫現場：CCC創作集4號》        | 地上的天國（上）        | 星期一回收日 |
| CCC創作集 | 《那些花與夢：CCC創作集5號》              | 地上的天國（下）        | 星期一回收日 |
| CCC創作集 | 《條漫新宇宙：CCC創作集13號》             | 昨夜閑潭夢落花（上）    | 星期一回收日 |
| CCC創作集 | 《想像異文化：CCC創作集14號》             | 昨夜閑潭夢落花（下）    | 星期一回收日 |
| CCC創作集 | 《女性意識，覺醒！：CCC創作集19號》       | 庭院深深華麗島（上）    | 星期一回收日 |
| CCC創作集 | 《臺漫正著時！2019大回顧：CCC創作集20號》 | 庭院深深華麗島（中）    | 星期一回收日 |
| CCC創作集 | 《學習不難，漫畫搞定！：CCC創作集21號》   | 庭院深深華麗島（下）    | 星期一回收日 |
| CCC創作集 | 《夢想清單：聖地巡禮：CCC創作集23號》     | 綺譚花物語 無可名狀之物 | 星期一回收日 |

單行本
| 書名                   | 出版社   | 出版日期      | ISBN                   | 備註                   |
| ---------------------- | -------- | ------------- | ---------------------- | ---------------------- |
| 《綺譚花物語【漫畫】》 | 台灣東販 | 2020年7月29日 | ISBN 978-986-511-423-7 | 額外收錄加畫的番外篇   |
| 《綺譚花物語【小說】》 | 台灣東販 | 2020年7月29日 | ISBN 978-986-511-424-4 | 插畫由星期一回收日負責 |

## 評論

#### 關於《花開時節》
許多《花開時節》的書評皆提及楊双子對於女性間的同性情誼的描寫。臺灣專職作家駱以軍認為《花開時節》這本小說的書寫筆法讓他佩服。相似於晚期印象派的畫作，有種偏執的昭和風，一種台灣的「南方憂鬱」。並透過史料的蒐集，轉換成一個謎樣的小說時空。
作家楊子霈指出楊双子的《花開時節》很精準地模擬楊千鶴〈花開時節〉中高女學生說話的口吻和心理感覺。
作家廖梅璇認為作者對於各階層女性心理的刻畫，使本書超脫一般穿越小說的公式，深入探索本土女性自覺。且開創以女性為主體的歷史小說新局面。
靜宜大學台文系博士後研究員陳沛淇認為，《花開時節》在歷史小說中結合百合元素，且與多數日治時代作品訴諸的議題有所區隔，在「穿越」、「百合」的通俗標籤下，揭示了一項嚴肅的主題並重塑以女性主體為中心的敘事脈絡，是嚴肅的內容與大眾文化性格融合後的最佳作品。

#### 關於《花開少女華麗島》
作家廖梅璇認為楊双子的《花開時節》與楊千鶴2001年所出版的《花開時節》敘事方式形成正反邏輯的辯證。作者對女校同窗之愛與階級國族等異質元素的穿插，有如形影交映連翩閃現的動態浮世繪。

#### 關於《華麗島軼聞：鍵》
作家翟翱將收錄於《華麗島軼聞：鍵》中的〈庭院深深〉比擬為臺灣版「下女的誘惑」，認為在整部作品集中，這篇小說最為能夠成功地藉由「類型」，來處理台灣文學史的議題。

## 殊榮
- 2008年，以小說〈最好的時光〉獲得第二十五屆中興湖文學獎小說組第二名[16]。

- 2010年，以〈四十不惑〉獲得第二十七屆中興湖文學獎極短篇組第二名[17]。

- 2015年，小說〈花開時節〉、散文〈我家住在張日興隔壁〉獲得第四屆台中文學獎小說組第三名與散文組第一名。

- 2016年，小說〈木棉〉獲得第十八屆台北文學獎小說組優等獎[18]。同年，「楊双子《花開時節》長篇小說創作計畫」得到了國家文化藝術基金會2016-2期的文學類常態補助[19]。

- 2018年，「楊双子歷史小說《華麗島漫遊錄》創作計畫」得到中華民國文化部107年「青年創作」補助[20]；「楊双子《我家住在張日興隔壁》散文創作計畫」獲得國家文化藝術基金會2018-2期的文學類常態補助[21]。

- 2024年，楊双子小說《臺灣漫遊錄》日文版《台灣漫遊鐵道的兩人》獲得第10屆日本翻譯大賞[22]。英文版獲「美國國家圖書獎」[23]。

## 外部連結
- 楊若慈的Facebook專頁